# Лабухан-Бадас (район)
Лабуха́н-Ба́дас (індонез. Labuhan Badas) — один з 24 районів округу Сумбава провінції Західна Південно-Східна Нуса у складі Індонезії. Розташований у північно-центральній частині. Адміністративний центр — селище Лабуан-Сумбава.
Населення — 29598 осіб (2012; 29092 в 2010).

## Адміністративний поділ
До складу району входять 2 селища та 5 сіл:
| Населений пункт        | Населення, осіб (2010) |
| ---------------------- | ---------------------- |
| Баджо-Меданг, село     | 1520                   |
| Бугіс-Меданг, село     | 876                    |
| Каранг-Діма, селище    | 7062                   |
| Лабуан-Аджі, село      | 1841                   |
| Лабуан-Сумбава, селище | 12340                  |
| Лабухан-Бадас, село    | 3954                   |
| Себоток, село          | 1499                   |